# فرانسيسكو سكوتي
فرانسيسكو سكوتي (بالإيطالية: Francesco Scotti)‏ هو لاعب كرة قدم إيطالي في مركز حراسة المرمى، ولد في 8 يناير 1983 في روما في إيطاليا. شارك مع منتخب إيطاليا تحت 16 سنة لكرة القدم ومنتخب إيطاليا تحت 17 سنة لكرة القدم ومنتخب إيطاليا تحت 18 سنة لكرة القدم ومنتخب إيطاليا تحت 20 سنة لكرة القدم. أما مع النوادي، فقد لعب مع فيورنتينا ونادي أنكونا ونادي ريميني ونادي لاتسيو.

## وصلات خارجية
- فرانسيسكو سكوتي على موقع قاعدة بيانات كرة القدم.إي يو (الإنجليزية)
- فرانسيسكو سكوتي على موقع Soccerway.com (الإنجليزية)